# Фрёлих, Ева Маргарета
Ева Маргарета Фрёлих (швед. Eva Margareta Frölich; 1650, Мекленбург — 1692, Стокгольм) — шведская писательница, мистик и визионер.

## Биография
Ева Маргарета Фрёлих родилась и росла в Мекленбурге. Её родителями были Карл Кристофер Фрёлих и Элизабет фон Плессен; Карл Густав Фрёлих приходился ей братом. О детстве и юности Евы Маргареты известно немного. Её брат, военный, служил в Швеции; сама она вышла замуж за шведского полковника Юхана Хеннинга Ноймайера (Johann Henning Neumeijer) в Риге.
В начале 1680-х годов Ева Маргарета познакомилась с золотых дел мастером Берндом Дёрхманом (Bernd Dörchmann). Он утверждал, будто ему было видение о том, что король Карл XI — тот самый Кир Великий, о котором говорится в книге пророка Исаии, и что он послан Господом, чтобы стать владыкой всего христианского мира. Ева Маргарета настолько уверовала в это видение, что стала утверждать, будто то же самое было открыто и ей. Во время поездки в Стокгольм в 1683 году она написала Карлу два письма и даже сумела добиться личной аудиенции, во время которой рассказала королю о сути видений. Однако ей пришлось предстать перед церковным судом, а затем Еву Маргарету поместили под домашний арест. Лишь после того как она отреклась от своих речей, её выпустили. Однако уже в следующем году Ева Маргарета возобновила проповедничество, и на этот раз её выслали из страны, а её писания сожгли.
В 1685 году Ева Маргарета побывала в Любеке, а затем в Дрездене, где пыталась добиться поддержки Иоганна Георга IV. Изгнанная также и оттуда, она направилась в Амстердам. На доме, где она жила в Амстердаме, Ева Маргарета поместила надпись: «Здесь живёт тысячелетняя пророчица по имени Ева Маргарета Фрёлих». В Амстердаме Фрёлих занялась литературным трудом, написав пять произведений в миллениалистском духе, в которых нападала на шведское духовенство и вновь провозглашала близящийся конец Тысячелетнего Царства. Себя она описывала то как «слабую женщину», то как «жену, облечённую в солнце», о которой говорится в Откровении. Своё пребывание в Дрездене она сравнивала с пребыванием пророка Ионы в Ниневии
В 1692 году Ева Маргарета вернулась в Швецию, где немедленно была арестована. Она умерла в том же году, до начала нового суда над ней.